# Ptychopetalum olacoides
Ptychopetalum olacoides  popularmente llamado Muira Puama (madera poderosa) es una especie de arbusto o árbol de pequeño porte del género Ptychopetalum, dentro de la familia Olacaceae. Es nativo de la selva amazónica de Brasil, se encuentra en sus selvas de la zona septentrional. 

## Descripción
Árbol pequeño o arbusto de hasta 5 metros de alto. 
Tiene hojas oblongolanceoladas de color verde brillante. Sus flores son blancas y pequeñas, con peciolos cortos y dispuestas a lo largo de los tallos entre las hojas. Sus flores tienen un perfume penetrante parecido al del jazmín.

## Propiedades
Todas las partes de esta planta han sido utilizadas como tratamiento en diversos desórdenes de salud. Sin embargo, la corteza y raíces son las más ricas en principios activos y las principales partes utilizadas.

Tiene una tradición histórica de uso por la población indígena, para el tratamiento de numerosas dolencias, y después de su descubrimiento para el mundo occidental en 1920, se ha hecho un hueco en la medicina herbal de Europa y Suramérica.
En 1925, se publicó un estudio farmacológico sobre esta planta, demostrando su efectividad en el tratamiento de desórdenes del sistema nervioso e impotencia sexual.
En 1930, Penna escribió en su libro sobre esta planta y citó experimentos fisiológicos y terapéuticos llevados a cabo en Francia por el Dr. Rebourgeon, que confirmó la eficacia de la planta en la astenia gastrointestinal y circulatoria, además de en la impotencia sexual.
Por todas estas cualidades fue introducida en Inglaterra, y se encuentra incluida en la British Herbal Pharmacopoeia, donde se la recomienda para el tratamiento de la disentería e impotencia.
Esta planta está descrita en la Pharmacopeia Brasilera desde 1950.

## Principios activos
Contiene en su corteza y raíces abundantes ácidos grasos libres, aceites esenciales, esteroles y un nuevo alcaloide, que denominaron muirapuamina.
Sus principios activos son largas cadenas de ácidos grasos libres, esteroles cumarínicos, alcaloides y aceites esenciales.
Químicamente, contiene: 0,05% muirapuamina, 0,4% grasa, 0,5% alcaloides, 0,6% folbafeno, 0,6% ácido alfa-resínico, 0,7% ácido beta-resínico, 0,5% de una mezcla de ésteres, incluyendo ácido behénico, lupeol y beta-sitosterol, así como taninos, aceites volátiles y ácidos grasos.

## Usos
Las tribus indígenas del Brasil ingieren la corteza y raíces en forma de decocción para el tratamiento de la impotencia o debilidad sexual, trastornos neuromusculares, reumatismo, gripe, debilidad cardiaca, estreñimiento y para prevenir la alopecia. También se ha utilizado externamente en el tratamiento de la parálisis y el beri-beri.
Debido a su utilización continua en todo el mundo como afrodisíaco y tratamiento de la impotencia, así como en la helmintiasis, disentería, reumatismo y en las alteraciones del sistema nervioso central, los científicos continuaron su estudio sobre sus principios activos y propiedades farmacológicas, durante la década de 1960, obteniendo una relación detallada de sus componentes que aún actualmente se encuentran en estudio.
En homeopatía se utiliza como afrodisíaco, tónico, antirreumático, antiestrés y contra la neurastenia.

## Taxonomía
Ptychopetalum olacoides fue descrita por George Bentham y publicado en London Journal of Botany 2: 377. 1843.

## Nombres comunes
- Muira puama, madera de la potencia, palo del hombre.